# 志水小一郎
志水 小一郎（しみず こいちろう、1854年3月20日（嘉永7年2月22日）- 1932年（昭和7年）7月20日）は、明治から昭和初期の陸軍法務官、政治家。陸軍省法務局長、貴族院勅選議員。

## 経歴
肥後国熊本城下で熊本藩士・志水又七の長男として生まれる。明治4年（1871年）開拓使学校に入学したが中退し工部省電信寮出仕となる。
その後、陸軍に転じ、西南戦争に出征し歩兵少尉に任官し、1881年（明治14年）歩兵中尉に昇進。文官に転じて陸軍裁判中録事に就任し、以後、同大録事、同少主理、同審事を務め、1883年（明治16年）理事となる。陸軍省法務部部員を経て、1905年（明治38年）12月28日、陸軍省法務局長に就任し、1921年（大正10年）3月30日まで在任し退官した。法制研究のためヨーロッパに派遣され、陸軍刑法の確立に尽力した。
1924年（大正13年）6月8日、貴族院勅選議員に任じられ、研究会に所属して活動し死去するまで在任した。墓所は多磨霊園(13-1-4-17)
孫の楠男(1926～1979)は画商で南画廊創設者である。

## 栄典
- 1921年（大正10年）4月20日 - 従三位[9]